# توفيق سالم
توفيق سالم (ولد في 1904) هو عسكري لبناني، والقائد الثاني للجيش اللبناني بين 9 تشرين الأول 1958 و 1 كانون الثاني 1959.

## النشأة
ولد توفيق سالم في مدينة صور جنوب لبنان، في 1904.
في 1923، تطوع في الجحفل السوري المشترك كتلميذ ضابط، ودخل إلى الكلية الحربية في دمشق، وترقّى بعد سنتين إلى رتبة ملازم.

## السيرة العسكرية
في 1926، إلتحق بفوج الشرق الثالث. شارك في فرنسا في دورة رماية وضابط مدرب وفصل كمدرس في المدرسة الحربية في 1929. إنتقل إلى السرية الثالثة للقناصة اللبنانية عام 1931، ثم تولّى قيادتها بعد أقل من عام.
بعد إلتحاقه بفوج الشرق السابع، ترقّى توفيق سالم لرتبة نقيب 1933، وأصبح ضمن فوج الشرق الثامن. في 1937، أنهى دورة أركان حرب في دمشق، ما مهّد لإنضمامه بالشعبة الثانية بأركان حرب القيادة العليا، وقيادة جبل لبنان لاحقًا. في 1941، ترقّى لرتبة مقدم وأصبح شعبة جيوش الشرق للقيادة العليا للقوات الفرنية.
في 1942، تولّى قيادة فوج القناصة الثاني، وعاد لنفس المركز مجددًا بعد 8 أشهر في أركان حرب اللواء الخامس للجبال بين 1944 و 1945.
في 1 آب 1945، إنتقل الجيش اللبناني إلى سلطة الجمهورية اللبنانية بعد إستقلاله وجلاء القوات الفرنسية عن البلاد. بموجب ذلك، عُيّن سالم أول رئيس للأركان العامّة في الجيش اللبناني، ورقّي لرتبة عقيد وعميد. بعد 13 سنة ونهاية ولاية فؤاد شهاب قائد الجيش الأول، أصبح توفيق سالم القائد الثاني للجيش اللبناني في 9 تشرين الأول 1958 وإستمرّ في المنصب حتى 1 كانون الثاني 1959.
في 1959، عيّن ملحقًا عسكريًا لدى السفارات اللبنانية في أوروبا الغربية في مدينة باريس الفرنسية، وترقّى لرتبة عميد أوّل ثم لواء بين كانون الثاني وشباط 1959. توفي في 23 شباط 1959 في الخدمة.

## الحياة الشخصية
كان توفيق سالم متزوجًا ولديه 3 أولاد. يتحدث إلى جانب العربية اللغة الفرنسية.